# Lamprosema ladonalis
Lamprosema ladonalis là một loài bướm đêm trong họ Crambidae.